# Independent 250 1966
Independent 250 1966 var ett stockcarlopp ingående i Nascar Grand National Series (nuvarande Nascar Cup Series) som kördes 13 maj 1966 på den 0,5 mile (804,672 m) långa ovalbanan Starlite Speedway, i Monroe i North Carolina. Totalt avverkades 125 miles (201,168 km) fördelat på 250 varv. Banunderlaget var dirt. Loppet vanns av Darel Dieringer i en Ford på tiden 1:39.46 körande för Reid Shaw. 
Dieringers snitthastighet uppgick till 60,14 mph. Han var vid målgång ensam förare på ledarvarvet, nio varv före tvåan Clyde Lynn. Prispotten uppgick till 4 740 dollar, varav 1 000 dollar gick till segraren. Det var enda gången Cup-serien gästade Starlite Speedway.

## Resultat
| Plc     | Nr | Förare           | Team/ bilägare           | Konstruktör | Start | Varv | Ledda varv |
| ------- | -- | ---------------- | ------------------------ | ----------- | ----- | ---- | ---------- |
| 1       | 0  | Darel Dieringer  | Reid Shaw                | Ford        | 20    | 250  | 178        |
| 2       | 20 | Clyde Lynn       | Negre Racing             | Ford        | 10    | 242  | 0          |
| 3       | 34 | Wendell Scott    | Scott Racing             | Ford        | 14    | 238  | 0          |
| 4       | 86 | Neil Castles     | Buck Baker Racing        | Plymouth    | 9     | 237  | 0          |
| 5       | 97 | Henley Gray      | Gray Racing              | Ford        | 13    | 230  | 0          |
| 6       | 60 | Ernest Eury      | Joan Petre               | Chevrolet   | 15    | 223  | 0          |
| 7       | 74 | Gene Black       | Gene Black               | Ford        | 21    | 213  | 0          |
| 8       | 77 | Joel Davis       | Harold Mays              | Plymouth    | 12    | 206  | 0          |
| 9       | 64 | Elmo Langley     | Langley-Woodfield Racing | Ford        | 2     | 155  | 4          |
| 10      | 30 | Bob Derrington   | i.u.                     | Ford        | 19    | 136  | 0          |
| 11      | 70 | J.D. McDuffie    | McDuffie Racing          | Ford        | 6     | 132  | 0          |
| 12      | 96 | Sonny Lamphear   | Homer O'Dell             | Ford        | 22    | 126  | 0          |
| 13      | 06 | Johnny Wynn      | John McCarthy            | Mercury     | 16    | 102  | 0          |
| 14      | 51 | Bunk Moore       | Bob Derrington           | Chevrolet   | 18    | 101  | 0          |
| 15      | 19 | J.T. Putney      | J.T. Putney              | Chevrolet   | 7     | 99   | 0          |
| 16      | 87 | Buck Baker       | Buck Baker Racing        | Oldsmobile  | 17    | 86   | 0          |
| 17      | 40 | Charles Triplett | i.u.                     | Dodge       | 4     | 85   | 0          |
| 18      | 59 | Tom Pistone      | Pistone Racing           | Ford        | 24    | 84   | 0          |
| 19      | 4  | John Sears       | DeWitt Racing            | Ford        | 5     | 84   | 22         |
| 20      | 55 | Tiny Lund        | Lyle Stelter             | Ford        | 25    | 79   | 0          |
| 21      | 95 | Gene Cline       | Gene Cline               | Ford        | 23    | 70   | 0          |
| 22      | 48 | James Hylton     | Bud Hartje               | Dodge       | 1     | 50   | 46         |
| 23      | 02 | Doug Cooper      | Bob Cooper               | Plymouth    | 11    | 32   | 0          |
| 24      | 73 | Buddy Baker      | Joan Petre               | Ford        | 3     | 29   | 0          |
| 25      | 9  | Roy Tyner        | Truett Rodgers           | Chevrolet   | 8     | 20   | 0          |
| Källor: |    |                  |                          |             |       |      |            |